# Robert Lemaignen
Robert Lemaignen (Blois, 15 marzo 1893 – Parigi, 3 aprile 1980) è stato un politico francese.
Fu commissario europeo.

## Biografia
Frequentò la Scuola speciale militare di Saint-Cyr.
Prima di diventare commissario europeo per i Paesi e i territori d'oltremare nella prima Commissione europea, Lemaignen fu vicepresidente della federazione francese degli imprenditori e segretario del suo comitato sulle relazioni economiche internazionali. Ebbe una lunga e profonda esperienza nei Paesi e territori africani sottoposti al controllo della Francia e fu presidente della società commerciale dei porti africani nell'Africa Occidentale Francese. Fu anche presidente e direttore generale della Société commerciale d'affrètements et de combustibles, che aveva il monopolio dell'approvvigionamento di carbone e combustibili a tutti i porti francesi.
Come commissario europeo Lemaignen pose le basi per la politica comunitaria di cooperazione allo sviluppo e si trovò a gestire i rapporti tra la CEE e i Paesi e territori d'oltremare dei suoi stati membri nella fase cruciale della decolonizzazione africana.
Politicamente Lemaignen era vicino al centro-destra.

## Pubblicazioni
- R. Lemaignen, L'Europe au berceau: souvenirs d'un technocrate. Paris: Plon 1964.